# John H. MacMillan Sr.
John Hugh MacMillan Sr (1869 - 20 octobre 1944) était un homme d'affaires américain, président du groupe de négoce américain Cargill à partir de 1909 à 1936.

## Biographie

### Jeunesse
John Hugh MacMillan est né à La Crosse, dans le Wisconsin. Il est le fils de Duncan McMillan, directeur de la Banque d'État de La Crosse, et de Mary Jane McCrea.

### Carrière
Âgé de 15 ans, MacMillan a commencé à travailler à la Banque d'État de La Crosse, où son père était directeur.
À la mort de son beau-père, il a pris la direction de Cargill. Plus tard, à la suite d'une crise cardiaque, son fils, John H. MacMillan Jr a pris à son tour la présidence en 1936, et est resté en poste jusqu'à sa mort en 1960.

## Vie personnelle
John H. MacMillan Sr. a épousé Edna Clara Cargill (1871-1963), la fille de William W. Cargill, le fondateur de Cargill, et ils eurent deux fils, dont chacun A hérité d'un tiers de Cargill:
- John H. MacMillan Jr (1895-1960)
- Cargill MacMillan Sr (1900-1968)

John H. MacMillan Sr. est décédé le 20 octobre 1944,. lui et son épouse sont enterrés à Oak Grove Cimetière de, La Crosse, dans le Wisconsin.